# Аллод
Алло́д (нем. Allod, фр. alodis от al «полный» + od «владение») — свободно отчуждаемая индивидуально-семейная земельная собственность в раннефеодальной Западной Европе, в качестве пережитка существовавшая и при развитом феодализме.
Возникновению такого полного (или позднего) аллода, пришедшего у германских племён на смену общинным, коллективным формам собственности, предшествовали переходные формы: вначале движимое и недвижимое имущество сохранялось в нераздельной собственности сравнительно узкого круга сородичей — большой семьи (так называемый ранний аллод), а затем право наследования пахотными земельными наделами общинников было закреплено уже только за сыновьями умершего (впервые это было юридически зафиксировано в Салической правде).
Статьи «Салической правды» об аллоде касались в основном его наследования. Меровингский король Хильперик I одним из своих эдиктов изменил главу «Салической правды» «Об аллодах» и установил, что в случае отсутствия сына землю могут наследовать дочь, брат или сестра умершего, но не община или соседи-общинники, то есть право наследования было признано и за потомками женского пола. Землю стало возможным завещать, дарить, а затем и продавать. Права общины распространялись теперь только на земли альменды.
На территории бывшей Западной Римской империи образование аллода было ускорено влиянием уцелевшей здесь полной (римского типа) собственности на землю. Поздний аллод оформился к началу VI 6 века у вестготов, к концу VI века у франков, в VII—VIII веке у большинства других германских племён (у саксов и фризов только в начале IX века).
В условиях зарождения феодальных отношений возникновение аллода, превращение земли в объект дарений, купли-продажи и так далее привело к резкому углублению имущественного расслоения в среде общинников, к постепенной утрате большинством из них своих наделов, с одной стороны, и к образованию и росту крупного феодального землевладения, с другой. С развитием феодальных отношений большая часть мелких аллодистов была втянута в феодальную зависимость, а их аллодиальные земли превратились в зависимые крестьянские держания. Аллоды крупных и средних землевладельцев постепенно уступали место условной феодальной собственности — бенефицию, затем феоду. Однако аллодиальная собственность в некоторой степени сохранялась в Англии, Италии, Испании, Германии (главным образом в Саксонии) и особенно в Южной Франции и Скандинавии.
Аллодиальной собственности феодалов в известной степени соответствовали: в Русском государстве вотчина, в странах Ближнего и Среднего Востока — Мульк, в Китае — чжуантянь, в Японии — Сёэн.